# NKAIN1
NKAIN1‏ (Sodium/potassium transporting ATPase interacting 1) هوَ بروتين يُشَفر بواسطة جين NKAIN1 في الإنسان.